# Нубійсько-Аравійський щит

Розташування Аравійсько-Нубійського щита. На заході межує з Сахарський метакратон. Кольори вказують на вік гірських порід (архей, протерозой, мезопротерозой, неопротерозой)

Араво-Нубійський щит у складі суперконтиненту Паннотія близько 570 млн років тому, до відкриття Червоного моря

Нубійсько-Аравійський щит — виступ докембрійського фундаменту NE Африканської платформи. Осьова частина Нубійсько-Аравійського щита розсічена з північного заходу на південний схід рифтом Червоного моря на дві частини — Нубійську (на заході) і Аравійську (на сході). Щит складений в основному породами низів верхнього протерозою — гнейсами, кристалічними і метаморфічними сланцями, кварцитами, мармурами. Крім того, мають місце інтрузії гранітів, молоді виливи базальтів.
Аравійський щит простягається від південного краю Ізраїлю та займає значну частину заходу Аравійського півострова, який є геологічно частиною окремої літосферної плити — Аравійської плити. Нубійський щит є складовою Африканської плити, та разташований переважно у Єгипті та Судані. До олігоцену (38 млн років тому) Аравійський та Нубійський щити єдиним цілим, коли відбулось відкриття Червоного моря.
Крім Аравійського та Нубійського щитів, до складу щита включають інші острівні або щитоподібні докембрійські масиви в Ефіопії та Кенії, а також, ймовірно, частини докембрійського фундаменту Мадагаскару (так званий пояс Бемаріво на півночі та Фохіборі — масив на півдні)).